# Jacques Roux (1752-1794)
Pour les articles homonymes, voir Jacques Roux et Roux.
Jacques Roux, né le 21 août 1752 à Pranzac (Charente), s'est suicidé le 10 février 1794 dans la prison de Bicêtre avant de comparaître devant le Tribunal révolutionnaire. Il est, pendant la Révolution française, un des chefs, avec Jean Varlet et Jean-Théophile Leclerc, d'une mouvance de révolutionnaires radicaux - appelés par leurs adversaires les Enragés - qui apparaît au début de 1793 en réaction à la crise économique marquée par l'augmentation vertigineuse des prix des denrées de première nécessité, en particulier du blé, sans augmentation des salaires. Les idées de Roux et de Leclerc inspirent le babouvisme, préfigurant le communisme.
Les Enragés réclament la taxation de toutes les denrées de première nécessité, la répression des spéculateurs, la réquisition des grains et des taxes sur les riches, n'hésitant pas à interpeller violemment et à menacer de l'émeute la Convention nationale et les Montagnards partisans de la liberté économique. Le début de la Terreur, en septembre 1793, marque à la fois le triomphe de leur programme et leur arrestation, les Hébertistes héritant de leur influence et de leurs troupes.

## Biographie

### Des origines bourgeoises
Issu d'une famille bourgeoise, son père était lieutenant, juge assesseur au marquisat de Pranzac, et ancien officier du régiment de Hainaut, sa mère fille d'un médecin du Périgord.
Il bénéficiera de la protection du seigneur de Pranzac, le comte de Peyrusse des Cars qui lui conféra le titre de chanoine et le dota d'une pension lui permettent de financer ses études au séminaire d’Angoulême. Il devient à l'âge de 20 ans professeur de philosophie et de physique avant d’être ordonné prêtre en 1779.
Pendant cette période il fut mêlé à une affaire de meurtre. Le 18 juillet 1779, un frère subalterne de l’établissement fit feu une nuit sur des jeunes, et tua l'un d'eux, le jeune chanoine Mioulle.
Tous les prêtres furent arrêtés, à l'exception de Roux, qui fut arrêté plus tard à Pranzac, et du frère Ancelet, auteur du coup de feu, qui ne fut jamais retrouvé. De nombreux témoins affirmèrent que les jeunes séminaristes, excédés de la sévérité de certains professeurs et particulièrement de celle de Jacques Roux, lançaient des pierres contre les fenêtres de leurs professeurs.
Les frères lazaristes postèrent Ancelet en surveillance qui tira et tua. Le supérieur et plusieurs prêtres, dont Jacques Roux, furent emprisonnés mais, après trois mois de détention, ils firent finalement l'objet d'une grâce royale. Sans être davantage inquiété, Roux servit au séminaire jusqu'en 1784.

### Un ecclésiastique atypique
En 1785, avec d'excellentes références, il est nommé aumônier du château de Montozier.  Il y servira un an auprès du comte de Crussol d'Uzes qu'il quitte en mai 1786 avec une attestation flatteuse « sur ses mœurs irréprochables et la régularité de sa conduite ecclésiastique ».
L'année suivante, il est vicaire à Jonzac où il ne fait pas parler de lui. En juillet 1787, il devient vicaire de Cozes. Il se fait remarquer en fréquentant les milieux protestants nombreux dans la région mais surtout en faisant paraître dans le journal de Saintonge et d'Angoumois un poème "délirant ". Cette publication déclenche une polémique au cours de laquelle les lecteurs du journal fustigent pendant des mois « le poétereau et le rimailleur, craignant qu'il ne se soit fêlé le cerveau ».
Se plaignant d'être incompris et persécuté, Roux contre-attaque violemment et, en septembre 1788, sa hiérarchie le nomme à Saint-Thomas-de-Conac. Pendant la Grande Peur, alors que des troubles éclatent en Saintonge, Jacques Roux ne se fait pas remarquer et il ne se passe rien à Saint-Thomas de Conac en 1789.
Le 25 avril 1790, de graves troubles éclatent à propos de l'abolition des droits féodaux.
La réaction d'autorité du seigneur du Paty de Bellegarde sera l'étincelle mettant le feu aux poudres, des centaines de paysans des communes voisines se joignent à ceux de Saint-Thomas. La maison du notaire, les trois châteaux du seigneur du Paty sont pillés incendiés et détruits; d'autres sont menacés.
Les villes de Saintes, Pons et Saint Genis envoient un détachement de soldats et de Gardes nationaux pour mater la révolte, 120 personnes sont arrêtées.
Très vite le nom de Jacques Roux circula comme étant l’instigateur de ce mouvement. C'est Turpin de Jouhé, commissaire du Roi pour la formation du département de la Charente inférieure  qui en est à l'origine : « Le sieur Roux, vicaire de cette paroisse, a une grande part à cet événement, il est généralement accusé d'avoir prêché la doctrine dangereuse qui annonçait aux peuples que les terres appartenaient à tous également, qu'on ne devait plus se soumettre au paiement des droits seigneuriaux; on assure encore que non content d'en avoir parlé dans quelques-uns de ses prônes, il s'est occupé sourdement par la séduction de faire soulever les peuples contre les hommes favorisés de la nature »
Cette affirmation, reprise souvent comme une certitude par certains exégètes, doit être prise avec prudence. S'il n'est pas impossible que les idées progressistes qui étaient les siennes aient pu transpirer dans certains passages de ses sermons, pour les débordements spontanés du 25 avril, ils ne peuvent lui être imputés. En effet depuis le 20 avril précédent il effectuait un remplacement à Ambleville situé à 45 km du lieu de l'émeute dont le curé venait de mourir.
Sur le contenu de ses sermons André Berland  fait état de celui intitulé « Le triomphe des braves parisiens sur les ennemis du bien public » il n'y parlait pas du partage des terres, ni du refus des droits féodaux ; il y célébrait la prise de la Bastille, voulue par Dieu et louait le roi « monarque de bonté de justice et de paix »
Ce prêche n'est pas daté.
Il n'est pour autant pas possible d'exclure qu'il en ait prononcé d'autres plus virulents, encore que simple vicaire un tel discours aurait appelé l'attention du curé et donc de sa hiérarchie.
Toujours est-il que les vicaires généraux de Saintes prononcèrent à son encontre la sanction la plus grave et qu'il fut frappé d’interdit. Ne pouvant plus exercer il quitte la région en mai 1790 pour Paris où il ne réapparaîtra que six mois plus tard pour être l'un des tout premiers prêtres (« curé rouge » selon Maurice Dommanget) à prêter serment à la Constitution civile du clergé.

### Ses débuts politiques

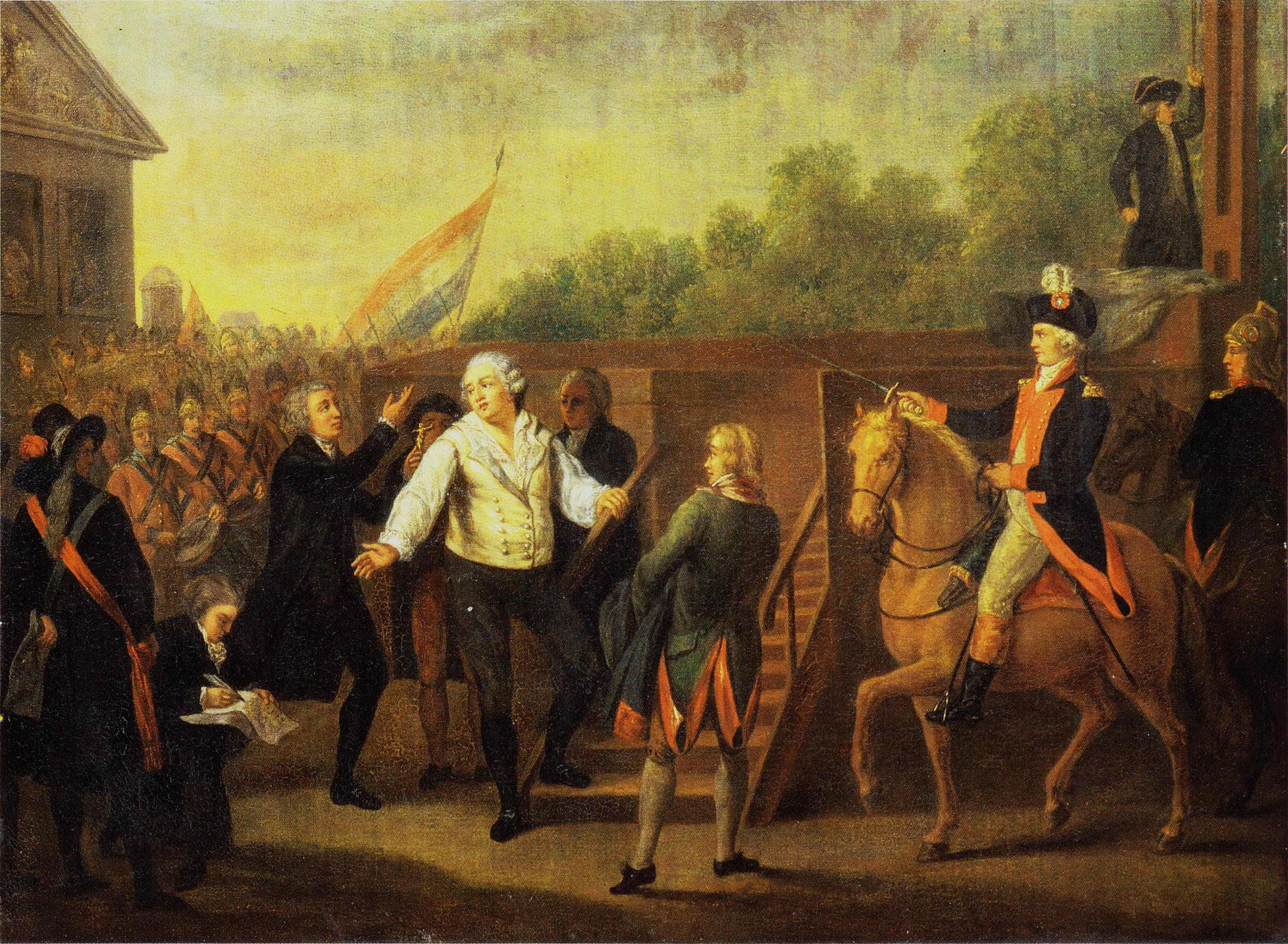
Louis XVI au pied de l’échafaud. En bas à gauche Jacques Roux rédigeant le compte rendu de l'exécution

Il arrive à Paris en mai / juin  1790 et y vit dans un premier temps sous un nom d'emprunt, Renaudi. À la fin de 1790 il reprend son identité et s'inscrit au Club des Cordeliers. Il est l'un des premiers à prêter serment à la Constitution Civile du Clergé le 16 janvier 1791.
Il devient ainsi le vicaire constitutionnel de l'église Saint Nicolas des Champs, à l'époque une des paroisses les plus pauvres de la capitale ; l’église Saint Nicolas est la principale église de la section des Gravilliers  où  se déroulera l'essentiel de sa vie politique.
Membre du conseil général de la Commune de Paris, il est chargé par elle, avec Jacques Claude Bernard, d'accompagner Louis XVI à la guillotine le 21 janvier 1793. Son attitude haineuse et son absence de compassion à l'égard du condamné pèsera de tout son poids dans l'image négative qu'il laissera à la postérité.
Il va rapidement acquérir une grande notoriété auprès des sans-culottes par son action dans la section des Gravilliers. Ses prises de position généreuses, ses discours de plus en plus appuyés contre les émigrés, les tyrans et surtout les agioteurs et les accapareurs de denrées trouvent un écho certain auprès des femmes sans-culottes. Il est considéré[Par qui ?] comme l'un des premiers féministes et acquiert auprès d'elles une aura certaine. Ses brochures et ses prêches patriotiques ont de plus en plus d'audience. À partir de 1792, il s'oppose toutefois de plus en plus à Jean-Paul Marat, une figure majeure de la Révolution, notamment par des dénonciations mutuelles par l'affichage de  leurs journaux respectifs. Il en prendra toutefois la défense après l'assassinat de Marat en juillet 1793 mais n'en sera pas moins dénoncé comme un de ses ennemis, ce qui conduira à son arrestation.

### Roux: Principale figure des «Enragés»

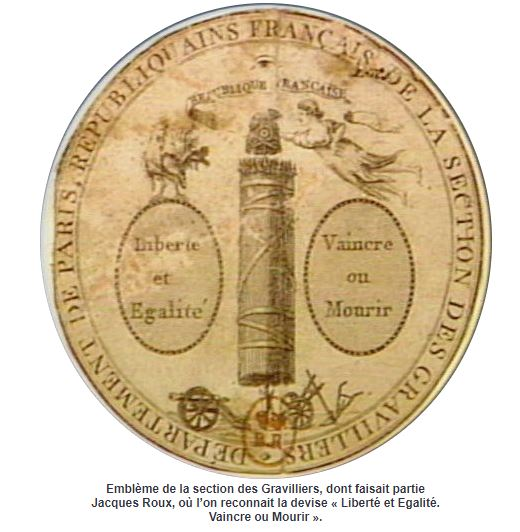
Emblème de la section des Gravilliers, comportant la devise « Liberté - Égalité - Vaincre ou Mourir ».

Dès la fin de 1792 Roux avait formalisé son programme, il avait été décidé par la section de l'Observatoire où ce discours avait été lu, qu'il serait imprimé et adressé aux 47 sections parisiennes, au corps électoral, aux sociétés patriotiques et aux municipalités du département. Ce discours, exprimant ainsi le cœur des revendications populaires, avait donc connu une très large diffusion. Derrière le discours économique de Roux contre les agioteurs et les accapareurs de denrées, les propositions politiques qui le sous-tendent seront aussi largement approuvées, qu'il s'agisse de l'expulsion des Girondins ou de la peine de mort pour les agioteurs et les accapareurs de comestibles.
L'action de Jacques Roux et des Enragés se situe entre février et septembre 1793. Sans être un meneur des Sans-culottes, les discours qu'il tient depuis déjà plusieurs mois trouvent un écho auprès d'eux, et en particulier auprès des femmes. Le renchérissement des denrées, notamment du sucre et du savon, les rendent sensibles aux propositions de taxation.
En février 1793 les premiers incidents éclatent. Les manifestants, principalement des femmes mais aussi des hommes, se font livrer le savon, la cassonade, le sucre et les chandelles au prix qu'elles ont fixé. Les épiciers qui refusent voient leur boutique pillée. Jacques Roux justifie ces actions : « Je pense que les épiciers ne font que restituer au peuple ce qu'ils lui faisaient payer beaucoup trop cher depuis longtemps ».
Marat le premier s'oppose à leurs exigences, aux pétitionnaires venus le 12 février réclamer à la Convention la taxation générale des denrées, il répond avec violence : « Les mesures que l'on vient de vous proposer à la barre pour rétablir l'abondance sont si excessives, si étranges, si subversives de tout bon ordre, elles tendent si évidemment à détruire la libre circulation des grains et à exciter des troubles dans la République que je m'étonne qu'elles soient sorties de la bouche d'hommes qui se prétendent des êtres raisonnables et des citoyens libres, amis de la justice et de la paix [....] Je demande que ceux qui en auront imposé à la Convention soient poursuivis comme perturbateurs du repos public. »
Cette position des grandes voix de la Montagne est surprenante. Mais les Montagnards partageaient en fait avec les Girondins le dogme du caractère sacré de la propriété privée et du libéralisme économique. Le 25 février, Robespierre le traduisait clairement « Je ne dis pas que le peuple soit coupable, je ne dis pas que ses actes soient un attentat, mais quand le peuple se lève, ne doit-il pas avoir un but digne de lui, mais de chétives marchandises vont-elles l'occuper » Cette approche idéaliste d'un peuple désincarné ne résistera pas à la pression des Sans-culottes, d'autant que la Montagne a besoin de leur soutien pour éliminer les Girondins.
Sans qu'il y ait de groupe réellement constitué dont Roux aurait été le meneur, il n'est pas seul et d'autres poursuivent les mêmes buts, notamment Varlet et Leclerc. En plus de ces trois hommes, on peut aussi citer Pauline Léon et Claire Lacombe, toutes deux membres de la Société des républicaines révolutionnaires. Leurs routes se croisent, tantôt ils se soutiennent, tantôt ils sont en concurrence et parfois même s'opposent.

### L'Adresse du 25 juin: une critique cinglante du pouvoir
Le 25 juin, après qu'elle eut été chaudement approuvée par le club des Cordeliers dans sa séance 23, Jacques Roux expose cette adresse à la barre de la Convention. Elle passera à la postérité sous le nom de Manifeste des Enragés. C'est un procès des représentants du peuple d'une grande violence. Dès les premiers mots le ton est donné :« Cent fois cette enceinte sacrée a retenti des crimes des égoïstes et des fripons ; toujours vous nous avez promis de frapper les sangsues du peuple. L’acte constitutionnel va être présenté à la sanction du souverain ; y avez-vous proscrit l’agiotage ? Non. Avez-vous prononcé la peine de mort contre les accapareurs ? Non. Avez-vous déterminé en quoi consiste la liberté du commerce ? Non. Avez-vous défendu la vente de l’argent monnayé ? Non. Eh bien ! Nous vous déclarons que vous n’avez pas tout fait pour le bonheur du peuple. »  Cette déclaration provoque une vive réaction de toutes les sensibilités de la Convention.
La séance est présidée par Thuriot, qui déclare à la fin de l'intervention : « Vous venez d'entendre professer dans cette enceinte les principes monstrueux de l'anarchie [...] Cet homme est un prêtre digne émule des fanatiques de la Vendée » ; mais, comme le fait remarquer Eric Hazan, en pleine contradiction avec ses propos, il termine sa diatribe par une proposition en accord avec le discours de Jacques Roux en demandant : « que les comités d'agriculture et du commerce soient chargés de faire un prompt rapport sur la motion qu'il [Jacques Roux] a faite de taxer les denrées. »
Face à ces réactions, un des membres de la délégation déclare que le texte qui vient d'être lu n'est pas celui qui a été approuvé par la section des Gravilliers. Tous les pétitionnaires, sauf Jacques Roux, sont admis aux honneurs de la séance. Robespierre, puis Billaud-Varenne et Legendre  demandent qu'il soit chassé de la barre où il est resté. Cette proposition est adoptée
Dès le 28 juin à la tribune des Jacobins, Robespierre est plus menaçant, y compris et surtout, pour tous ceux qui pourraient se laisser séduire par la discours du prêtre : « S'il est vrai que l'on ait rendu à cet homme [Jacques Roux] la justice qu'il mérite, alors mon attente est remplie ; mais je ne puis que présumer mal de ceux, qui sous l'ombre de s'attacher plus fortement aux intérêts du peuple, voudraient donner de la suite aux vociférations délirantes de ce prêtre forcené ».
Marat, dans son journal Le Publiciste de la République française du 4 juillet 1793, s'associe à cette critique : « Ces intrigants ne se contentent pas d’être les factotums de leurs sections respectives, ils s’agitent du matin au soir pour s’introduire dans toutes les sociétés populaires, les influencer et en devenir enfin les grands faiseurs. Tels sont les trois individus bruyants qui s’étaient emparés de la section des Gravilliers, de la Société fraternelle et de celle des Cordeliers : je veux parler du petit Leclerc, de Varlet et de l’abbé Renaudi soi-disant Jacques Roux ».
Quelques jours après l’assassinat de Marat, Roux réfute son argumentaire dans une adresse à Marat qu'il rend responsable de son exclusion du Club des Cordeliers après son adresse à la convention le 25 juin ; mais il est déjà trop tard et cette réplique dans le contexte de la mort de l'Ami du Peuple non seulement est de nul effet mais de plus est une lourde maladresse. Les républicaines révolutionnaires, y compris Pauline Léon et Claire Lacombe, le désavouent lors des funérailles de Marat, elles sont au cœur de la dramaturgie mise en scène par David. Le 28 juillet 1793, elles forment la garde rapprochée lors de la translation du cœur de Marat au Club des Cordeliers.

### Un dénouement sans surprise
Le 27 juillet 1793, Robespierre entre au Comité de Salut Public. Il s'agit désormais de faire accepter le fait accompli de l'élimination des Girondins par les classes moyennes et possédantes.
Dès lors, les rapports du Gouvernement avec les mouvements populaires vont rapidement se tendre. Dans un premier temps sectionnaires, sans-culottes, membres de clubs y compris cordeliers et jacobins, soutenus par les commissaires des assemblées primaires représentants les patriotes des départements, imposèrent à la Convention la levée en masse et réclamèrent la Terreur et le maximum.
La proposition de Danton de transformer le Comité de Salut Public en comité de gouvernement déclencha une nouvelle offensive où l'on retrouva Leclerc en première ligne : « C'est un Capet à neuf têtes que l'on crée à la place de celui qui n'est plus », écrit-il dans l'Ami du peuple du 4 août 1793.
Il est rejoint par François-Nicolas Vincent, secrétaire général du département de la guerre, qui jouit d'une forte influence au ministère de la Guerre mais qui n'a pas grande audience auprès des sans-culottes.
C'est à Leclerc et à Jacques Roux, qui pourtant n'a pas pris position dans ce débat, que s'en prend Robespierre : « Deux hommes salariés par les ennemis du peuple, deux hommes que Marat dénonça, ont succédé ou cru succéder à cet écrivain patriote [...] pour pouvoir tomber sur les patriotes vivants avec plus de fureur » 
En août la polémique s'envenime, nourrie au Jacobins par Robespierre, Roux est toujours silencieux.
Le 8 août, coup de théâtre: La veuve de Marat, Simone Evrard  s'éleva contre "les écrivains scélérats" qui usurpent le nom de l'Ami du Peuple, dénonça tout à la fois Roux et Mercier leur prêtant les pires intentions pour les prochaines journées des 10 août,.
Les attaques de Leclerc avec le soutien de la Société des Républicaines Révolutionnaires, de Roux avec celui de la section des Gravilliers se poursuivent toute la deuxième quinzaine d'août. Hébert, qui ne veut pas leur laisser le champ libre, intervient avec son journal et aux Jacobins le 21 août en prenant soin de masquer son attaque du pouvoir par une diatribe à l'encontre de Jacques Roux, tout en critiquant néanmoins l'organisation du pouvoir exécutif
Dès le 22 août Roux est arrêté, il est l'objet de dénonciation multiples, auxquelles il peut répondre avec succès au cours des trois interrogatoires qu'il subit. Il fut décidé le 27 août de le traduire devant le tribunal de police correctionnel et en l'attente de prononcer sa mise en liberté conditionnelle sous la caution de deux citoyens.
Dans des conditions pour le moins confuses, il est arrêté le 5 septembre ; le lendemain, le Comité de Salut public du département de Paris décide son internement à Sainte Pélagie.
Jacques Roux continue de sa prison à publier son journal et en durcit même le ton : « On ne fait pas aimer et chérir un gouvernement en dominant les hommes par la terreur », écrit-il dans le no 265 du Publiciste. Il en vient à se faire adepte de la légalité et blâme les excès du pouvoir « Si l'on ne met un frein à ces emprisonnements qui souillent l'histoire de la Révolution et dont on ne trouve pas d'exemples dans les annales des peuples les moins civilisés la guerre civile ne tardera pas à s’enflammer », écrit-il dans le No 265 de son journal. Dans le numéro suivant, il est encore plus menaçant : « Encore quelques jours le masque sera arraché aux ennemis de la liberté, nous verrons s'ils se perpétueront dans leur place, s'ils nous ont fait une Constitution sublime que pour l'enfreindre à chaque instant, que pour violer les propriétés et les personnes. »
Varlet, Leclerc, sa femme Pauline Léon, Claire Lacombe  animatrice de la Société des républicaines révolutionnaires, tous et toutes seront arrêtés au cours de la période qui précède la mort de Jacques Roux, mais tous et toutes passeront entre les mailles du filet. Restait Jacques Roux, le vrai chef du parti selon Albert Mathiez ; une dernière tentative de ses soutiens des Gravilliers auprès de la Commune   pour le faire libérer échouera le 23 septembre. Les derniers numéros de son journal sont de véritables brûlots. Il perd ses derniers soutiens. Le 26 novembre le Comité Révolutionnaire des Gravilliers décidait l'arrestation des derniers partisans de Jacques Roux dans la section qui sont conduits dès le 3 décembre à la prison de La Force.
Le 12 janvier 1794, Jacques Roux devait être déféré au tribunal correctionnel du Châtelet, mais le tribunal se déclara incompétent et le renvoya devant le tribunal révolutionnaire. À la lecture du jugement, lui qui avait fait preuve d'une absence totale de sensibilité à l'occasion de l'exécution de Louis XVI, se blesse de plusieurs coups de couteau au côté gauche de la poitrine. Soigné par un chirurgien, Jacques Roux est transporté à l'infirmerie de Bicêtre. Mais il n'a pas renoncé au suicide et employait tous les moyens pour épuiser sa santé comme l'écrivait le 4 février l'officier chargé de sa surveillance à Fouquier-Tinville. La tentative du 10 février est la bonne : il meurt dans la journée à Bicêtre et est enterré au cimetière de Gentilly.

### Quel jugement sur Jacques Roux
La théâtralité de sa mort ne saurait masquer les excès du personnage, ses contradictions lorsqu'il condamne dans ses derniers écrits tout ce qu'il avait réclamé depuis sa montée sur Paris. Au nom d'un certain christianisme - lequel ne l'empêcha pas d'être insensible aux crimes commis durant la Terreur -, il assiste les pauvres, à un point tel qu'il fait figure d'anarchiste aux yeux des plus engagés.
Roux n'est pas un théoricien, il voit la misère, il dénonce les abus, propose des solutions empiriques que lui suggèrent les faits. À la différence de ses alliés de circonstance, qui ont trop souvent, par leurs excès, caricaturé son action, il ne se dérobera pas et ira au bout de la logique qu'impose ses convictions.
Il mesure sans doute parfaitement quand il se donne la mort que non seulement les gouvernants de l'heure ne se souviennent plus des services qu'il a rendus, notamment dans l'élimination des Girondins, mais que de surcroît, alors que dans le même temps on vote les lois qu'il réclamait, on tourne contre lui la loi des suspects destinée à combattre les accapareurs et les agioteurs.
Il sera une des premières victimes de cette Terreur que réclamaient les Enragés. Qu'aurait-il fait si son entreprise avait réussi ? Les contraintes économiques et sociales sont si fortes que les autorités en place qui pourtant l'injurient sont amenées entre mars et octobre 1793 à céder et adopter une à une à toutes les mesures qu'il propose. Sans doute la mise en œuvre ne fut pas d'enthousiasme, mais il est de fait qu'elles n’apportèrent pas les remèdes escomptés.
L'utopie défendue par Jacques Roux était sans doute trop forte dans sa défense du droit concret « à la vie et à la sécurité, au pain et au travail ». Les idées de Roux et de Leclerc inspirent le babouvisme, préfigurant le communisme.
Selon Jean Tulard, son arrestation peut être considérée comme marquant la fin de la Révolution : « La Révolution s'achève t-elle en 1799? Ou plutôt à la mort de Robespierre? Ou, de façon plus convaincante, à l'arrestation de Jacques Roux, lorsque la Convention manifeste sa volonté que l'on ne touche pas au droit de propriété et indique clairement que la Révolution a été faite par des bourgeois pour des bourgeois et qu'elle est terminée? ».

## Citations
« La liberté n'est qu'un vain fantôme, quand une classe d'hommes peut affamer l'autre impunément. L'égalité n'est qu'un fantôme, quand le riche, par le monopole, exerce le droit de vie et de mort sur son semblable. La république n'est qu'un vain fantôme, quand la contre-révolution s'opère de jour en jour par le prix des denrées auquel les trois quarts des citoyens ne peuvent atteindre sans verser des larmes. »
« Le despotisme qui se propage sous le gouvernement de plusieurs, le despotisme sénatorial est aussi terrible que le sceptre des rois, puisqu'il tend à enchaîner le peuple, sans qu'il s'en doute, puisqu'il se trouve avili et subjugué par les lois qu'il est censé dicter lui-même. »
« De tout temps, on s'est servi des hommes de caractère pour faire les révolutions. Quand on n'a plus besoin d'eux, on les brise comme du verre. »« Les lois ont été cruelles à l'égard du pauvre parce qu'elles n'ont été faites que par les riches et pour les riches. »
« Par quelle fatalité après avoir décrété la liberté indéfinie de la presse, le respect des propriétés et des personnes, quelques intrigants insultent-ils dans leur frénésie sanguinaire, précipitent-ils dans des cachots obscurs celui qui met au grand jour, leur orgueil, leur insolence, leur cupidité, l’abus de leur autorité consulaire, et de leur puissance tribunitionnelle ? Eh quoi ! il n’est plus permis d’émettre son opinion sur le compte de ceux qui tiennent les rênes du gouvernement ! Scélérats, qui n’avez du républicanisme que le masque, apprenez que vous n’avez aucun droit pour enchaîner la pensée de l’homme. Elle appartient à toute la nature. Le génie de la liberté que vous voulez étouffer, franchira malgré vous les montagnes et les mers, et la foudre que vous appelez sur l’homme de bien, vous écrasera bientôt. La onzième heure est sonnée… ! Tremblez, usurpateurs… ! »
« Prêtres avides et cruels, où avez-vous trouvé que le sacerdoce dût planer sur tous les empires, que Rome dût subjuguer par sa puissance théocratique, les opinions de l’univers ! Où avez-vous lu que le législateur suprême ait dévoué à l’enfer d’un éternel esclavage, des millions de citoyens, de génération en génération, pour avoir invoqué la liberté, et s’être élevés contre les oppresseurs du monde ? Comment osez-vous embastiller dans vos tabernacles, un Dieu qui remplit tous les lieux de son immensité ? »

### Sources primaires
- Jacques Roux, Discours sur le jugement de Louis-le-dernier, sur la poursuite des agioteurs, des accapareurs et des traîtres, 1er décembre 1792 (lire en ligne).
- Jacques Roux, Manifeste des Enragés (lire sur Wikisource)
- Jacques Roux, Scripta et acta : textes présentés par Walter Markov, Berlin, Akademie Verlag, 1969, VIII-688 p.
- Jacques Roux, Jacques Roux à Marat, Paris, De l'Imprimerie de la Société typographique, rue et collége des Cholets, 1793 (lire en ligne)